# Ruahei Demant

a Compétitions nationales et continentales officielles uniquement.

b Matchs officiels uniquement.
Dernière mise à jour le 13 avril 2025.
Ruahei Demant, née le 21 avril 1995 à Ōmāio (en) (Nouvelle-Zélande), est une joueuse internationale néo-zélandaise de rugby à XV évoluant principalement au poste de demi d'ouverture. Elle joue à Auckland en Farah Palmer Cup et représente les Blues en Super Rugby Aupiki.
Sa petite sœur Kiritapu (en) est également une Black Fern.

## Biographie
Ruahei Demant naît le 21 avril 1995 à Ōmāio (en) en Nouvelle-Zélande. Elle grandit à Little Awanui, un hameau du petit village d'Omaio sur la côte est de la Baie de l'Abondance. Sa famille évolue dans un environnement et un mode de vie 100 % maoris. Ruahei Demant décrit la bourgade d'une centaine d'habitants comme un endroit où « il n'y a rien à part une épicerie » et qui n'a bénéficié d'une couverture de téléphonie mobile qu'à partir de 2020.
Ce n'est qu'à l'âge de douze ans qu'elle découvre l'autre vie néo-zélandaise, quand sa famille s'installe à Warkworth, où son père part travailler comme pêcheur de langoustes. Quand Ruahei Demant est scolarisée là-bas, elle ne sait pas parler anglais, dans une localité peuplée à 95 % de descendants d’Européens.
À posteriori, ce choc culturel lui fait prendre conscience du fait que la majorité des Maoris n'ont pas eu la chance comme elle de grandir et vivre dans un environnement maori.
Même si elles ont joué pendant leur enfance au village, Ruahei Demant et sa sœur débutent le rugby à XV au sein d'une structure officielle au lycée, encouragées par leur mère. Leur entraineur est l'ancien All Black Glen Osborne.
Diplômée, elle part étudier le droit à Auckland, mais en sachant aussi qu'elle pourra y pratiquer le rugby. Elle rejoint le club des College Rifles et est très vite sélectionnée par le Auckland Storm en National Provincial Championship, alors qu'elle n'a pas encore 18 ans. Son début de carrière est toutefois marqué par trois lourdes blessures successives, se rompant à chaque fois les ligaments croisés des genoux (le gauche en 2013, le droit en 2015).
En 2018, elle est sélectionnée pour la première fois avec les Black Ferns, alors que sa petite sœur Kiritapu (en) est internationale depuis trois ans. Elle connaît sa première cape face à l'Australie, à Sydney (victoire 31-11). Ruahei et Kiritapu sont les premières sœurs d'ascendance maorie à devenir des Black Ferns.
Elle fait partie de la mauvaise tournée européenne de 2021 (quatre défaites contre l'Angleterre et la France) mais ne perd pas de son crédit auprès de l'encadrement technique qui lui confie le capitanat de l'équipe.
À partir de 2022, elle joue pour la franchise des Blues en Super Rugby Aupiki. Elle compte 20 sélections en équipe nationale quand elle est retenue en septembre pour disputer la Coupe du monde organisée en Nouvelle-Zélande.
En 2022, elle reçoit le titre de meilleure joueuse du monde par World Rugby.
À l'automne 2023, elle participe, toujours dans son pays, au WXV.

## Palmarès

### En province
- Vainqueur du National Provincial Championship en 2013, 2014, 2015 et 2023.
- Vainqueur du Super Rugby Aupiki en 2024 et 2025.

### En équipe nationale
- Vainqueur de la Coupe du monde en 2021.
- Vainqueur de la Pacific Four Series en 2025.

### Distinctions personnelles
- Élue Meilleure joueuse du monde World Rugby en 2022.